# Luigi Colturi
Luigi Colturi (ur. 16 marca 1967 w Bormio, zm. 2 czerwca 2010 w v) – włoski narciarz alpejski. Zajął 21 w zjeździe na igrzyskach w Lillehammer w 1994 r. Nie startował na mistrzostwach świata. Najlepsze wyniki w Pucharze Świata osiągnął w sezonie 1992/1993, kiedy to zajął 28. miejsce w klasyfikacji generalnej, a w klasyfikacji supergiganta był ósmy.
Jego brat Franco Colturi również uprawiał narciarstwo alpejskie.

## Sukcesy

### Puchar Świata

#### Miejsca w klasyfikacji generalnej
- 1987/1988 – 97.
- 1989/1990 – 73.
- 1992/1993 – 28.
- 1993/1994 – 63.
- 1994/1995 – 50.

#### Miejsca na podium
1. Val d’Isère – 5 grudnia 1992 (supergigant) – 3. miejsce